# Krklya
Krklya ou Krklja (en macédonien : Кркља) est un village du nord-est de la Macédoine du Nord, situé dans la commune de Kriva Palanka. Le village comptait 227 habitants en 2002.

## Démographie
Lors du recensement de 2002, le village comptait :
- Macédoniens : 227